# Бобоштица
Бобоштица (алб. Boboshtica) је насељено место у општини Корча у округу Корча, Албанија. Према попису из 1989. године било је 1.163 становника.
Према Боривоју Милојевићу, 1920. године у Бобоштици је било 200 кућа Словена хришћана. До 1960. већинско становништво је било словенско, али након тога почиње досељавање Аромуна, док се староседелачко становништво постепено исељава и асимилује, тако да је Бобоштица постала већинско аромунско насеље.